# تمرد شعب مورو
تمرد شعب مورو 1899-1913 (بالإنجليزية: The Moro Rebellion) هو نزاع مسلح بين شعب مورو والقوات المسلحة الأميركية خلال الحرب الفلبينية الأميركية.
كلمة «Moro» هي مصطلح يشير إلى المسلمين الذين قطنوا جنوب الفلبين، في منطقة تتضمن مينداناو، جولو وأرخبيل سولو المجاور.

## خلفية
قاوم شعب مورو الاحتلال الأجنبي لـ 400 عام من تاريخه. يعتبر قادة شعب مورو الكفاح المسلح العنيف ضد الفلبينيين والأميركيين واليابانيين والإسبانيين جزءًا من «حركة التحرير الوطنية» لبانغسامورو (أمة مورو) التي امتدت أربعة قرون. ثابرت مقاومة الأربعة مئة عام لشعب مورو ضد اليابانيين والأميركيين والإسبان وتطورت إلى حرب استقلالهم الحالية ضد دولة الفلبين. انبثقت «ثقافة جهادية» بين صفوف شعب مورو نتيجة حربهم التي استمرت قرونًا ضد الغزاة الإسبان.
طالبت الولايات المتحدة بالأراضي الفلبينية بعد الحرب الإسبانية الأميركية. قاوم شعب مورو العرقيون القاطنون جنوب الفلبين كلا الاستعمارين الإسباني والأميركي. كان الإسبان مقيدون بحفنة من الحاميات والحصون الساحلية وقاموا بغزوات تأديبية متقطّعة نحو المناطق الداخلية الشاسعة. وبعد سلسلة من محاولات الإسبان الفاشلة على امتداد القرون لتوطيد الحكم في الفلبين، احتلت القوات الإسبانية مدينة جولو سولو المهجورة، مجلس سلطان سولو، عام 1876. وقع الإسبان وسلطان سولو معاهدة السلام الإسبانية يوم 22 يوليو، من عام 1878. وتسلّم السلطان حكم خليج سولو خارج مناطق الحاميات الإسبانية. لكن المعاهدة كان بها أخطاء ترجمية: طبقًا للنسخة باللغة الإسبانية، لإسبانيا سطوة كاملة على أرخبيل سولو، لكن النسخة باللغة السولوية اعتمدت وصفَ محميةٍ بدلًا عن ملحقةٍ بشكل كامل. وبغض النظر عن المطالبة الرمزية للغاية بأراضي شعب مورو، سلمتها إسبانيا إلى الولايات المتحدة في معاهدة باريس التي أشارت إلى نهاية الحرب الإسبانية الأميركية.
عقب الاحتلال الأميركي لشمال الفلبين خلال عام 1899، أزيلت القوات الإسبانية من جنوب الفلبين، وانسحبوا إلى حامياتهم في زامبوانجا وجولو. سيطرت القوات الأميركية على الحكومة الإسبانية في جولو يوم 18 مايو من عام 1899، وفي زامبوانجا في ديسمبر من عام 1899.
قاوم شعب مورو المستعمرين الأميركيين الجدد كما قاوموا الإسبان من قبلهم. قاتل مسلمو سولو ومينداناو كلًا من الحكومات الإسبانية والأميركية والفلبينية.

## دور الإمبراطورية العثمانية
طلب وزير الخارجية الأميركي جون هاي، من سفير الولايات المتحدة إلى الإمبراطورية العثمانية، أوسكار ستراوس عام 1899 أن يتقرب من السلطان العثماني عبد الحميد الثاني ويطلب منه أن يكتب رسالة إلى شعب مورو ومسلمي سولو التابعين لسلطنة سولو في الفلبين يخبرهم فيها أن يخضعوا للسيادة الأميركية وحكم قواتها المسلحة. وبغض النظر عن عقيدة «الوحدة الإسلامية» التي يؤمن بها السلطان، سارع إلى إغاثة القوات الأميركية لأنه لم يَر داعيًا لتسبيب عداوةٍ بين الغرب والمسلمين.

كتب عبد الحميد الرسالة، وأرسلها إلى مكة حيث استلمها قادة سلطنة سولو وأعادوها معهم إلى سولو. أدت الرسالة مفعولها، ورفض «المحمديون في سولو... الانضمام إلى المتمردين ووضعوا أنفسهم تحت سلطة الجيش الأميركي، الأمر الذي يعني الاعتراف بسيادة أميركا.» كتب جون ب. فينلي:
«بعد اعتبار لازم لهذه الحقائق، أرسل السلطان بصفته الخليفة رسالة إلى محمديي الجزر الفلبينية يمنعهم فيها من الدخول بأي اقتتالات ضد الأميركيين، طالما لا يتدخل الأميركيون بممارساتهم الدينية تحت الحكم الأميركي. وبما أن شعب مورو لم يطلب أكثر من ذلك، من غير المفاجئ أنهم رفضوا كل المبادرات التي قدمها عملاء أغينالدو وقت التمرد الفلبيني. أرسل الرئيس مكينلي رسالة شكر شخصية للسيد ستراوس على العمل الممتاز الذي أنجزه، وقال إن إنجازه أنقذ الولايات المتحدة من خسارة عشرين ألف جندي في الميدان على الأقل. إذا توقف القارئ برهة ليفكر أن هذا الرقم يعني رجالًا والملايين من الأموال أيضًا، سيقدر هذا العمل الدبلوماسي الرائع في تجنب حرب لعينة.»
لم يذكر الرئيس مكينلي دور السلطان العثماني في تهدئة مسلمي سولو في خطابه للجلسة الأولى من المجلس السادس والخمسين في ديسمبر من عام 1899 إذ أن الاتفاق مع سلطان سولو لم يُرسل إلى مجلس الشيوخ حتى يوم 18 ديسمبر.

## سبب الحرب
عندما أبلغت الحكومة الأميركية شعب مورو أنهم سيستأنفون علاقة المحميّة القديمة التي كانوا يتبعونها مع إسبانيا، رفض سلطان سولو الأمر وطالب بالتفاوض حول معاهدة جديدة. وقعت الولايات المتحدة اتفاقية كيرام-باتيس مع سلطان سولو والتي ضمنت استقلال السلطنة في حُكمها وشؤونها الداخلية، مُشتملة على البند X الذي يضمن استبقاء العبودية، بينما تعاملت أميركا مع علاقاتها الخارجية، بغيةَ إبقاء شعب مورو خارج الحرب الفلبينية الأميركية. وبمجرد أن أخضع الأميركيون الفلبينيين الشماليين، عدلوا معاهدة باتيس مع شعب مورو بإزالة البند X وغزو أراضي مورو.
وبعد انتهاء الحرب في عام 1915، فرض الأميركيون معاهدة كاربنتر على سلطنة سولو.

## أحداث الحرب الفلبينية الأميركية
كانت قوات الجمهورية الفليبينية الأولى بقيادة العميد نيكولاس كابيسترانو، وأجرى الأميركيون بعثة ضده شتاء عام 1900 – 1901. استسلم كابيسترانو يوم 27 مارس من عام 1901. وبعد عدة أيام ألقي القبض على العميد إيميليو أغينالدو في لوزون. مكن الانتصار الكبير في الشمال الأميركيين من تكريس موارد أكثر للجنوب، وبدأوا الزحف داخل أراضي شعب مورو.
يوم 31 أغسطس من عام 1901، حل العميد الأميري جورج وايتفيلد ديفيس محل كوب بصفة قائد شعبة مينداناو – جولو. اتبع ديفيس سياسة صلحية تجاه شعب مورو. وأعطى أوامرًا مستديمة للقوات الأميركية بشراء نتاج شعب مورو عند الإمكان وأن يُسبقوا بثعاتهم الاستكشافية بـ «منادين بالصلح». لن يُنزع سلاح المسالمين من شعب مورو. وسُمح برسائل تذكير مهذبة بسياسة أميركا المعادية للعبودية.
تجهز أحد مرؤوسي ديفيس، النقيب جون جيه. بيرشينغ، الذي كان مكلفًا بحامية ليغان، لإنشاء علاقات أفضل مع شعب المورو من قبائل ماراناو القاطنين على الساحل الجنوبي لبحيرة لاناو. ونجح بتأسيس علاقة ودية مع آماي – مانابيلانغ، سلطان مادايا المتقاعد. رغم أنه متقاعد، كان مانابيلانغ الشخصية الأوحد والأكثر نفوذًا بين السكان المنتشرين على الساحل الجنوبي للبحيرة. وعاد التحالف معه بالنفع الكبير في تأمين ثبات القوات الأميركية في المنطقة.

## النزاع
لم يكن جميع مرؤوسي ديفيس دبلوماسيين بقدر بيرشينغ. اتبع الكثير من المحاربين الذين خاضوا في الحروب الهندية عقليّة «الهندي الوحيد الجيد هو الهندي الميت» في تعاملهم مع الفلبينيين، وأصبحت عبارة «مَدِّنهم باستخادم الكراغ (بندقية من نوع Krag–Jørgensen)» شعارًا شبيهًا بها.
وقع جنود أميركيون في ثلاثة كمائن جهزها شعب مورو، أحدها تضمن جورامينتادوس، في جنوب بحيرة لاناو خارج منطقة نفوذ مانابيلانغ. دفعت هذه الأحداث اللواء أدتا آر. شافي، القائد العسكري في الفلبين، إلى إصدار تصريح يوم 13 أبريل من عام 1902، يطالب فيه بتسليم قاتلي الجنود الأميركيين المعتدين وملكية الحكومة المسروقة.
لم تحدث استجابة، فتجهزت حملة تأديبية تحت قيادة العقيد فرانك بالدوين لحل مشكلات ساحل أراضي مورو الجنوبي. رغم أن بالدوين كان ضابطًا ممتازًا، إلا أنه كان «متلهفًا»، الأمر الذي أقلق ديفيس فانضم إلى الجملة للمراقبة. يوم 2 مايو من عام 1902، هاجمت بعثة بالدوين حصنًا لشعب مورو في معركة بانداباتان، تشتهر أيضًا بمعركة بايان. كانت دفاعات بانداباتان قوية بشكل غير متوقع، مسببة 18 إصابة في الصفوف الأميركية خلال القتال. في اليوم التالي، استخدم الأميركيون سلالمًا وجسورًا للخنادق لاقتحام تحصينات شعب مورو، أسفر الأمر عن مذبحة شاملة لمدافعي شعب مورو.

## معرض صور

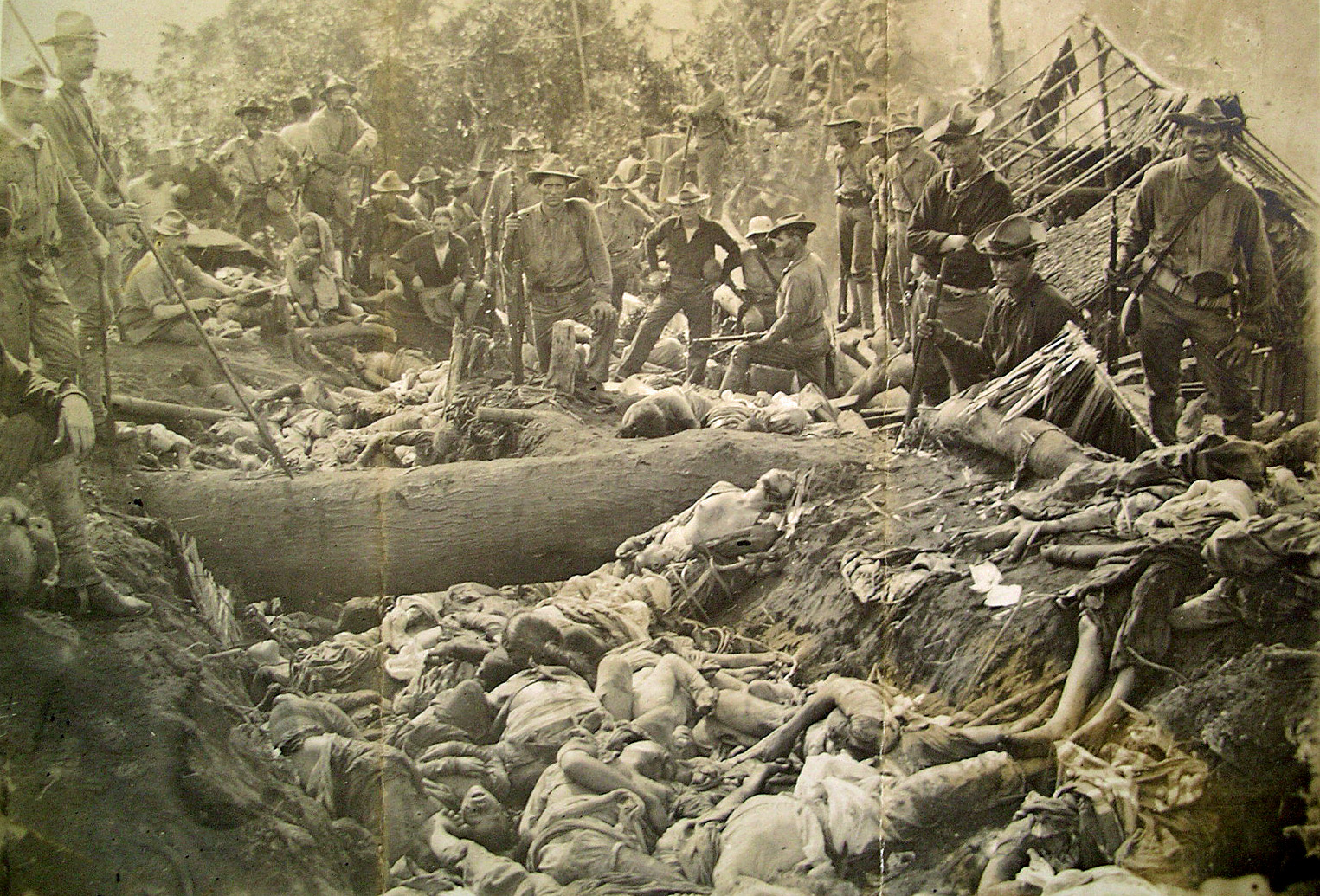
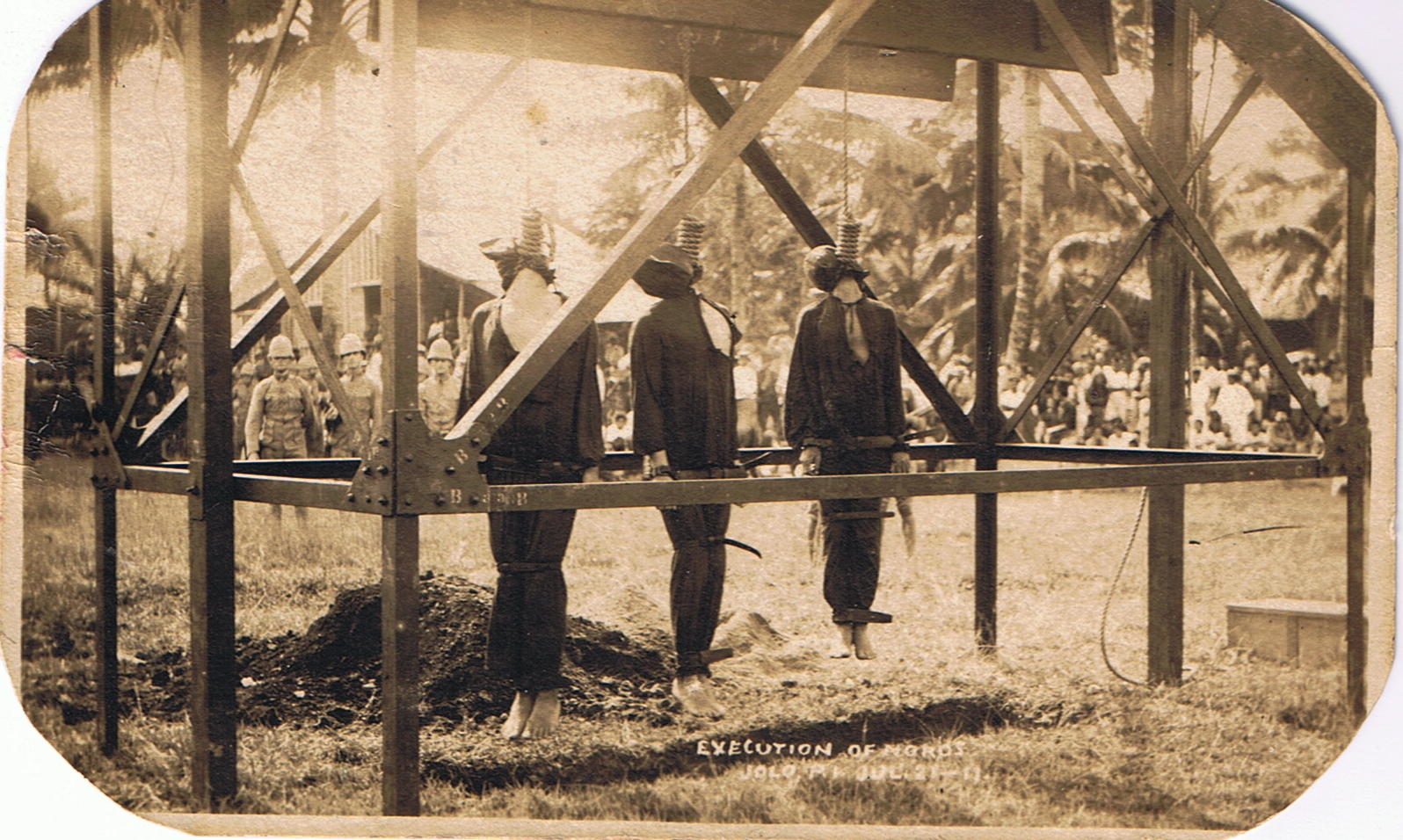
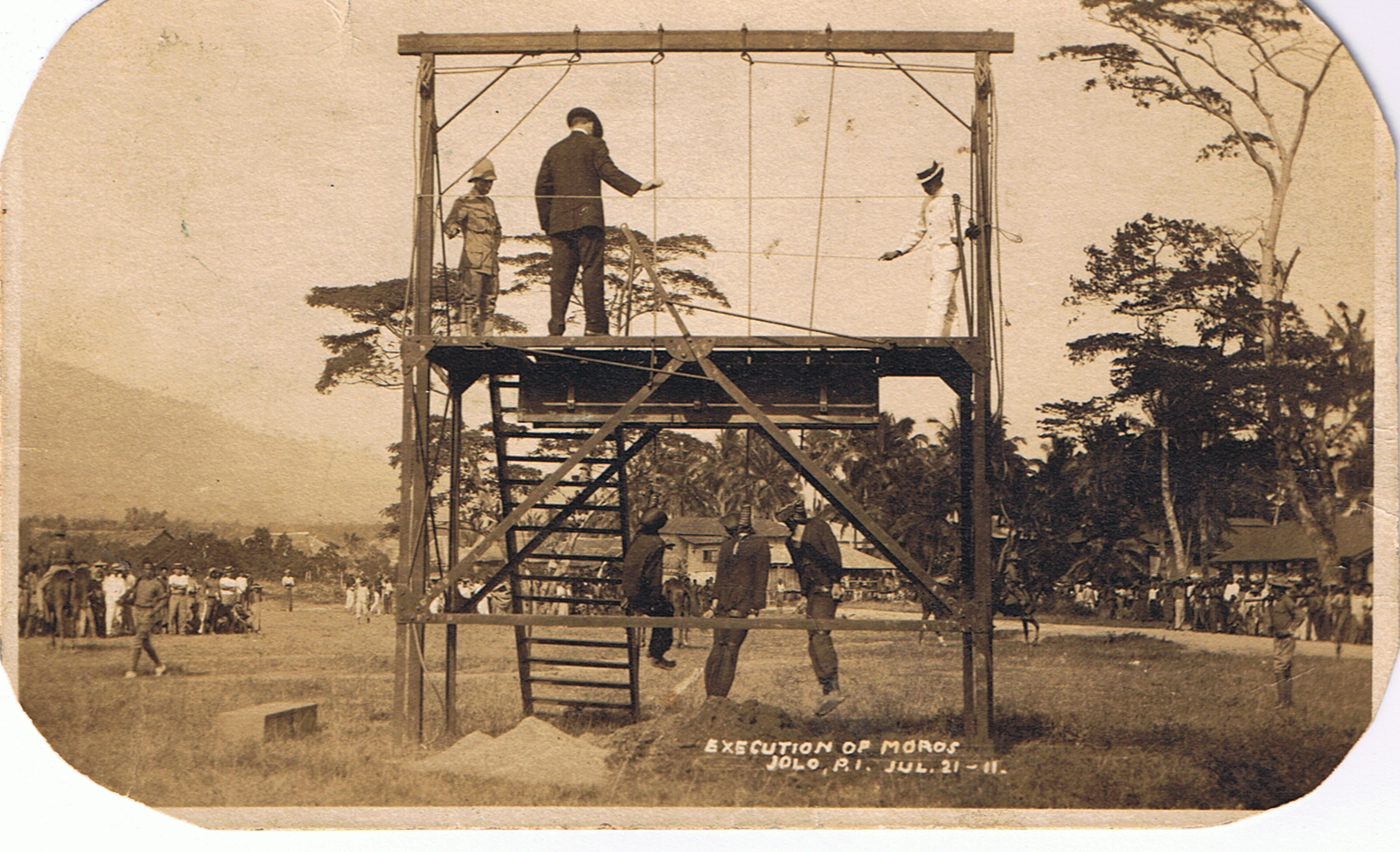